# 보충학교사령부
보충 및 학교사령부(Replacement and School Command)는 미국 육군이 1942년 3월 27일부터 1946년 11월 1일까지 운용하였던 전력 보충과 특화교육훈련을 총괄하는 기능 사령부이다.

## 역사
미국 지상군의 산하 기능사령부로서 1942년 3월 27일에 창설되었다.

## 인식표

보충학교사령부의 SSI

인식표는 넓이가 같은 파랑, 노랑, 다홍색의 3개 세로 줄무늬를 녹색 경계선이 둥글게 감싸고 있는 모양새로 설계되었다. 이 인식표는 처음 보충학교사령부에 쓰이기 위해 1943년 3월 22일에 승인되어, 조직이 폐지된 1946년 11월 1일까지 쓰이고 묻혔다가, 1973년 7월 1일에 육군총사령부에서 분리된 훈련교리사령부에서 채용하기 위해 재승인되었다.

## 조직
- 본부
앨라바마주 버밍햄, 1942년 5월 27일
노스캐롤라이나주 포트 브래그, 1946년 5월 8일

- 보병학교
- 기갑학교 (기갑센터)
- 기병학교
- 야전포병학교
- 해안포병학교
- 대항공기학교
- 낙하산학교
- 구축전차학교 (구축전차센터)
- 사관후보생학교
- 병기사관후보생학교
- 분과비중요보충소
- 보병보충훈련소
  - 캠프 휠러
  - 캠프 크로프트
  - 캠프 로버츠
  - 캠프 매클라랜
  - 캠프 페닌
  - 캠프 블랜딩(Blanding)
  - 캠프 로빈슨
  - 캠프 후드
  - 캠프 고든
  - 캠프 루커
  - 캠프 호즈
  - 캠프 리빙스턴
- 야전포병보충훈련소
  - 캠프 브래그
  - 캠프 실
  - 캠프 로버츠
- 기병보충훈련소
  - 포트 라일리
- 구축전차보충훈련소
  - 캠프 후드
- 기갑보충훈련소
  - 포트 녹스

## 역대 사령관
| 사진 | 계급 | 성명                                   | 취임일          | 이임일          | 참고사항                                |
| ---- | ---- | -------------------------------------- | --------------- | --------------- | --------------------------------------- |
|      | 소장 | Courtney H. Hodges 코트니 H. 호지스[*] | 1942년 3월 27일 | 1942년 5월      | [ 2 ]                                   |
|      | 소장 | Harold R. Bull 해롤드 R. 불[*]         | 1942년 6월      | 1943년 4월      | [ 3 ]                                   |
|      | 소장 | Harry F. Hazlett 해리 F. 해즐렛[*]     | 1943년 4월 8일  | 1945년 9월 1일  | 참모장(1942년 3월 9일 ~ 1943년 4월 7일) |
|      | 소장 | Stafford L. Irwin 스태포드 L. 어윈[*]  | 1946년 5월 8일  | 1946년 8월      |                                         |
|      | 소장 | Orlando Ward 올란도 와드[*]            | 1946년 9월      | 1946년 10월 4일 |                                         |
|      | 준장 | Ralph J. Canine 랄프 J. 캐인[*]        | 1946년 10월 4일 | 1946년 11월 1일 |                                         |

## 같이 보기
- 전투개발사령부
- 훈련교리사령부 (미국)

## 참고
1. ↑  “U.S. ARMY TRAINING AND DOCTRINE COMMAND” (미국 영어). The Institute of Heraldry. 2024년 7월 11일에 확인함.
2. ↑  Willis 1946, 3(17쪽.
3. ↑  Willis 1946, 7(21)쪽.
4. ↑  Willis 1946, 9(23)쪽.

- Willis, William H. (1946). 《Replacement and School Command. Army Ground Forces study no. 33.》 (영어). Washington, DC: Headquarters, Army Ground Forces. N15639-A. 2020년 1월 7일에 확인함.
- Major William R. Keast (1946). 〈Initial Organization of the Army Ground Forces With Respect to Replacements〉. 《Army Ground Forces Study No. 7》. PROVISION OF ENLISTED REPLACEMENTS (영어). Center of Military History. 2020년 1월 7일에 확인함.